# Kanianka
Kanianka este o comună slovacă, aflată în districtul Prievidza din regiunea Trenčín. Localitatea se află la altitudinea de 372 m deasupra n.m., se întinde pe o suprafață de 7,94 km2 și în 2017 număra 4.050 de locuitori.
Localitatea este înfrățită cu Fryšták.

## Istoric
Localitatea Kanianka este atestată documentar din 1463.

## Demografie
| An:                | 1994 | 2004   | 2014   | 2024   |
| ------------------ | ---- | ------ | ------ | ------ |
| Număr de persoane: | 3642 | 3990   | 4132   | 3802   |
| Diferență:         |      | +9,55% | +3,55% | −7,98% |

| An:                | 2023 | 2024   |
| ------------------ | ---- | ------ |
| Număr de persoane: | 3846 | 3802   |
| Diferență:         |      | −1,14% |